# Dysoxylum cumingianum
Dysoxylum cumingianum är en tvåhjärtbladig växtart som beskrevs av C. Dc.. Dysoxylum cumingianum ingår i släktet Dysoxylum och familjen Meliaceae. Inga underarter finns listade i Catalogue of Life.